# Marvin Phillip
Marvin Phillip (ur. 1 sierpnia 1984 w Williamsville) – trynidadzko-tobagijski piłkarz występujący na pozycji bramkarza. Zawodnik klubu NEROCA F.C.

## Kariera klubowa
Phillip karierę rozpoczynał w 2002 roku w zespole San Juan Jabloteh. W tym samym roku wywalczył z nim mistrzostwo Trynidadu i Tobago. W 2003 roku powtórzył ten sukces. Ponadto zdobył z nim Puchar Ligi Trynidadzko-Tobagijskiej, a także wygrał rozgrywki CFU Club Championship. W 2004 roku odszedł do Defence Force. Spędził tam sezon 2004, a potem wrócił do San Juan Jabloteh. W 2005 roku zdobył z nim Puchar Trynidadu i Tobago.
W 2006 roku Phillip odszedł do Starworld Strikers. Następnie grał w North East Stars, a w 2007 roku trafił do W Connection. W tym samym roku, a także rok później zdobył z nim Puchar Ligi Trynidadzko-Tobagijskiej. W 2009 roku wraz z klubem zwyciężył natomiast w CFU Club Championship. W 2010 roku przeniósł się do zespołu Joe Public FC. W 2011 roku odszedł zaś do drużyny T&TEC SC. Później grał w Central FC, Point Fortin Civic F.C. i Morvant Caledonia United. Obecnie reprezentuje barwy NEROCA F.C.

## Kariera reprezentacyjna
W reprezentacji Trynidadu i Tobago Phillip zadebiutował w 2007 roku. W tym samym roku został powołany do kadry na Złoty Puchar CONCACAF. Nie zagrał jednak na nim w żadnym meczu, a Trynidad i Tobago zakończył turniej na fazie grupowej.